# Подкова-Лесьна Східна (станція)
Подкова-Лесьна Східна (пол. Podkowa Leśna Wschodnia) — пасажирська станція польської залізниці, розташована в місті Подкова-Лесьна, яка обслуговує приміські маршрути WKD. 